# Материнська мрія
«Материнська мрія» (англ. Ma Na Sapna — A Mother's Dream) — фільм відзнятий режисером Валері Ґуденус. Фільм — учасник міжнародного кінофестивалю Docudays UA.

## Сюжет
Ця історія кількох індійських жінок розповідає про ті надії на краще майбутнє для них самих та їхніх родин, які надає сурогатне материнство. Камера спостерігає за шістьма жінками на різних стадіях вагітності у клініці на північному заході Індії. Фільм розкриває жіночі сподівання, повсякденні конфлікти та життя після народження немовлят. Стрічка є ненав'язливим портретом шести матерів на непростому шляху, дає можливість почути тих, кого ми переважно не чуємо.